# Chiesa di San Giuseppe (Lugano)
La chiesa di San Giuseppe è un luogo di culto cattolico della città di Lugano, in Svizzera.

## Storia
L'edificio venne eretto nel 1759 nel quartiere di Lugano Centro.

## Descrizione
L'interno si presenta sotto forma di un'aula a tre campate, con copertura a volta a botte lunettata.
L'altare è dominato da una tela Settecentesca raffigurante la Sacra Famiglia, opera di Francesco Daggia.